# Abborrtjärnen (Silbodals socken, Värmland, 659986-129915)
Abborrtjärnen är en sjö i Årjängs kommun i Värmland och ingår i Göta älvs huvudavrinningsområde. Sjöns area är 0,017 kvadratkilometer och den är belägen 263 meter över havet.